# Гак, Григорий Моисеевич
Григо́рий Моисе́евич Гак (13(25) марта 1893, Ровно — 13 января 1971, Москва) — советский философ, политический деятель, педагог. Доктор философских наук, профессор (1943), заслуженный деятель науки РСФСР.

## Творческая биография
Окончил Психоневрологический институт (ныне Санкт-Петербургский научно-исследовательский психоневрологический институт) в Петрограде в 1917 г. В период гражданской войны вступил добровольцем в ряды Красной Армии.
С середины 1920-х гг. Г. М. Гак вёл работу по пропаганде марксистско-ленинского учения. В соавторстве с М. Б. Вольфсоном подготовил один из первых учебников по философии марксизма — «Очерки по историческому материализму».
В течение длительного времени Г. М. Гак работал заместителем редактора в журналах «Пропагандист», «Коммунистическая революция», «В помощь марксистско-ленинскому образованию», «Спутник агитатора». Во время Великой Отечественной войны служил батальонным комиссаром, награждён медалью «За оборону Москвы», орденом Красной Звезды (1945). В 1945—1949 гг. заведовал философским отделом журнала «Большевик» (при ЦК КПСС), был членом редколлегии этого журнала. Параллельно преподавал в Академии коммунистического воспитания им. Н. К. Крупской, в Институте подготовки кадров Институте подготовки кадров Института красной профессуры, в Коммунистическом университете трудящихся Востока, в Московском государственном университете им. М. В. Ломоносова, в Московском областном педагогическом институте им. Н. К. Крупской. С 1954 по 1971 г. работал в Академии общественных наук при ЦК КПСС.
В последние годы жизни Г. М. Гак работал преимущественно над двумя проблемами: учением об общественном сознании в свете теории познания диалектического материализма и вопросами формирования человека социалистического общества, диалектики взаимоотношения коллектива и личности в условиях социализма.

## Семья
- Жена — Эсфирь Ефимовна Гак (1891—1985), педагог[4].
  - Сын — Владимир Григорьевич Гак (1924—2004), филолог.

## Основные работы
- Вольфсон М. Б., Гак Г. М. Очерки по историческому материализму : учебное пособие для совпартшкол и марксистско-ленинских кружков. — М. ; Л. : Гос. изд-во, 1929. — 240 с.
- Учение об общественном сознании в свете теории познания / Акад. обществ. наук при ЦК КПСС. — М. : Изд-во ВПШ и АОН, 1960. — 200 с.
- Формирование нового человека. — М.: Изд-во ВПШ и АОН, 1962. — 64 с.
- Диалектика коллективности и индивидуальности. — М. : Мысль, 1967. — 167 с.
- Октябрьская победа и революция в сознании масс // Вопросы философии. 1968. № 10.
- Стимулы к труду при социализме // Социалистический труд. 1970. № 4.
- В. И. Ленин о диалектике национального и интернационального // Ленин как философ / под ред. М. М. Розенталя ; Акад. обществ. наук при ЦК КПСС. — М.: Политиздат, 1969.
- Избранные философские труды. — М.: Мысль] 1981. — 380 с.